# Ландульф III (князь Беневенто)
Ланду́льф III (ум. декабрь 968 или 969) — князь Беневенто (как Ландульф III) и князь Капуи (как Ландульф V) (с 959 года), соправитель вместе с отцом Ландульфом II и братом Пандульфом I Железной Головой, а с 961 года только с братом. Его матерью была Ивантия.

## Биография
После смерти Ландульфа II в 961 году, Ландульф III правил совместно с братом, однако Пандульф играл главную роль в княжестве. В 900 году Атенульф I объявил Капую и Беневенто неразделимыми и провозгласил принцип совместного правления, согласно которому сыновья должны были править с их отцами, а братья — друг с другом. Но в конечном итоге эта система рухнула, и Пандульф стал править в Капуе, а Ландульф III — в Беневенто.
В 967 году император Священной Римской империи Оттон I Великий прибыл в Рим и передал Пандульфу вакантный титул герцога Сполето, обязав его вести войну против византийцев. Пандульф и Ландульф принимали участие в кампании 968 года, но из-за болезни Ландульф III вынужден был вернуться домой и умер в Беневенто, оставив 2 сыновей: Пандульфа и Ландульфа. Пандульф I лишил своих племянников власти и стал править единолично. Уже позднее оба сына Ландульфа стали герцогами Беневенто.